# Xã Oneida, Quận Delaware, Iowa
Xã Oneida (tiếng Anh: Oneida Township) là một xã thuộc quận Delaware, tiểu bang Iowa, Hoa Kỳ. Năm 2010, dân số của xã này là 1.504 người.